# Eerste divisie 1997/98
Het seizoen 1997/98 van de Nederlandse Eerste divisie had AZ als kampioen. De club uit Alkmaar promoveerde daarmee naar de Eredivisie. Via de nacompetitie wist ook Cambuur Leeuwarden te promoveren.

## Reguliere competitie

### Deelnemende teams
| Club               | Plaats           | Accommodatie        | Capaciteit | Trainer                    |
| ------------------ | ---------------- | ------------------- | ---------- | -------------------------- |
| ADO Den Haag       | Den Haag         | Zuiderparkstadion   | 11.000     | Mark Wotte                 |
| AZ                 | Alkmaar          | Alkmaarderhout      | 8.914      | Willem van Hanegem         |
| BV Veendam         | Veendam          | De Langeleegte      | 13.000     | Henk Bodewes               |
| Cambuur Leeuwarden | Leeuwarden       | Cambuurstadion      | 13.500     | Han Berger                 |
| Dordrecht '90      | Dordrecht        | Krommedijk          | 12.000     | Robert Verbeek             |
| Eindhoven          | Eindhoven        | Jan Louwers Stadion | 4.500      | Willem Leushuis            |
| Emmen              | Emmen            | Meerdijk            | 12.000     | Azing Griever              |
| Excelsior          | Rotterdam        | Woudestein          | 11.000     | Adrie Koster               |
| FC Den Bosch       | 's-Hertogenbosch | De Vliert           | 4.500      | Kees Zwamborn              |
| FC Zwolle          | Zwolle           | Oosterenkstadion    | 6.800      | Jan Everse                 |
| Go Ahead Eagles    | Deventer         | De Adelaarshorst    | 8.011      | Jan van Staa               |
| Helmond Sport      | Helmond          | De Braak            | 4.200      | Louis Coolen               |
| Heracles '74       | Almelo           | Bornsestraat        | 8.000      | Gerard Marsman             |
| HFC Haarlem        | Haarlem          | Jan Gijzenkade      | 2.250      | Karel Bonsink              |
| RBC                | Roosendaal       | De Luiten           | 5.900      | Jan Poortvliet Ruud Kaiser |
| Telstar            | Velsen-IJmuiden  | Schoonenberg        | 18.000     | Harry van den Ham          |
| TOP Oss            | Oss              | TOP-stadion         | 3.500      | Lex Schoenmaker            |
| VVV                | Venlo            | De Koel             | 20.000     | Henk van Stee              |

### Eindstand
| pos | club               | gs | w  | g  | v  | pnt | dv | dt | ds  |
| --- | ------------------ | -- | -- | -- | -- | --- | -- | -- | --- |
| 1.  | AZ                 | 34 | 21 | 9  | 4  | 72  | 81 | 31 | 50  |
| 2.  | Cambuur Leeuwarden | 34 | 20 | 5  | 9  | 65  | 66 | 43 | 23  |
| 3.  | Emmen              | 34 | 18 | 7  | 9  | 61  | 64 | 45 | 19  |
| 4.  | FC Den Bosch       | 34 | 17 | 9  | 8  | 60  | 60 | 42 | 18  |
| 5.  | ADO Den Haag       | 34 | 17 | 7  | 10 | 58  | 69 | 43 | 26  |
| 6.  | FC Zwolle          | 34 | 14 | 12 | 8  | 54  | 58 | 42 | 16  |
| 7.  | TOP Oss            | 34 | 16 | 4  | 14 | 52  | 59 | 50 | 9   |
| 8.  | Eindhoven          | 34 | 16 | 3  | 15 | 51  | 50 | 52 | -2  |
| 9.  | Go Ahead Eagles    | 34 | 15 | 4  | 15 | 49  | 70 | 55 | 15  |
| 10. | Helmond Sport      | 34 | 12 | 11 | 11 | 47  | 46 | 45 | 1   |
| 11. | VVV                | 34 | 12 | 11 | 11 | 47  | 45 | 46 | -1  |
| 12. | BV Veendam         | 34 | 11 | 12 | 11 | 45  | 51 | 55 | -4  |
| 13. | Telstar            | 34 | 11 | 7  | 16 | 40  | 43 | 60 | -17 |
| 14. | SC Heracles '74    | 34 | 8  | 8  | 18 | 32  | 51 | 77 | -26 |
| 15. | Haarlem            | 34 | 8  | 7  | 19 | 31  | 43 | 85 | -42 |
| 16. | Excelsior          | 34 | 8  | 6  | 20 | 30  | 39 | 64 | -25 |
| 17. | Dordrecht '90      | 34 | 6  | 12 | 16 | 30  | 37 | 64 | -27 |
| 18. | RBC                | 34 | 4  | 10 | 20 | 22  | 33 | 66 | -33 |

#### Legenda
| Kleur | Kwalificatie voor                             |
| ----- | --------------------------------------------- |
|       | Promotie naar de Eredivisie                   |
|       | Nacompetitie voor promotie naar de Eredivisie |

### Uitslagen
|                    | ADO   | AZ    | CAM   | DBO   | D90   | EIN   | EMM   | EXC   | GAE   | HFC   | HSP   | HER   | RBC   | TEL   | TOP   | VEE   | VVV   | ZWO   |
| ------------------ | ----- | ----- | ----- | ----- | ----- | ----- | ----- | ----- | ----- | ----- | ----- | ----- | ----- | ----- | ----- | ----- | ----- | ----- |
| ADO Den Haag       |       | 1 – 1 | 1 – 0 | 2 – 4 | 3 – 0 | 4 – 1 | 3 – 2 | 4 – 1 | 0 – 0 | 6 – 0 | 2 – 1 | 2 – 0 | 1 – 1 | 5 – 0 | 1 – 1 | 4 – 0 | 4 – 0 | 1 – 1 |
| AZ                 | 1 – 1 |       | 3 – 2 | 3 – 1 | 2 – 1 | 3 – 0 | 1 – 1 | 4 – 0 | 7 – 1 | 5 – 3 | 0 – 0 | 8 – 0 | 2 – 1 | 3 – 2 | 3 – 0 | 1 – 0 | 3 – 0 | 1 – 1 |
| Cambuur Leeuwarden | 2 – 0 | 2 – 2 |       | 1 – 1 | 0 – 0 | 2 – 2 | 3 – 1 | 4 – 2 | 2 – 1 | 3 – 0 | 4 – 0 | 0 – 2 | 1 – 0 | 4 – 1 | 3 – 1 | 2 – 1 | 2 – 1 | 2 – 1 |
| FC Den Bosch       | 4 – 0 | 3 – 3 | 0 – 4 |       | 2 – 2 | 4 – 0 | 1 – 1 | 3 – 0 | 2 – 1 | 2 – 0 | 1 – 1 | 1 – 1 | 1 – 1 | 3 – 1 | 2 – 1 | 2 – 0 | 0 – 1 | 1 – 2 |
| Dordrecht '90      | 1 – 3 | 1 – 0 | 2 – 1 | 0 – 4 |       | 0 – 0 | 1 – 2 | 3 – 1 | 1 – 1 | 2 – 2 | 0 – 1 | 1 – 1 | 5 – 1 | 4 – 0 | 1 – 3 | 1 – 1 | 1 – 0 | 2 – 2 |
| Eindhoven          | 1 – 2 | 0 – 1 | 1 – 0 | 0 – 1 | 6 – 1 |       | 1 – 0 | 3 – 1 | 1 – 5 | 3 – 1 | 4 – 0 | 2 – 1 | 3 – 0 | 3 – 1 | 1 – 0 | 3 – 1 | 0 – 3 | 1 – 0 |
| Emmen              | 2 – 1 | 1 – 1 | 0 – 2 | 4 – 1 | 3 – 0 | 1 – 1 |       | 0 – 0 | 4 – 2 | 5 – 3 | 2 – 0 | 3 – 0 | 4 – 0 | 3 – 2 | 2 – 0 | 1 – 2 | 2 – 0 | 2 – 2 |
| Excelsior          | 1 – 0 | 1 – 0 | 2 – 3 | 1 – 2 | 3 – 0 | 2 – 0 | 1 – 2 |       | 2 – 3 | 3 – 3 | 0 – 2 | 1 – 4 | 1 – 0 | 1 – 2 | 0 – 1 | 1 – 2 | 1 – 1 | 1 – 2 |
| Go Ahead Eagles    | 5 – 0 | 1 – 2 | 1 – 3 | 2 – 0 | 2 – 0 | 3 – 1 | 0 – 2 | 4 – 1 |       | 3 – 0 | 2 – 3 | 7 – 0 | 4 – 1 | 3 – 1 | 2 – 0 | 2 – 1 | 0 – 0 | 3 – 3 |
| Haarlem            | 1 – 6 | 0 – 5 | 1 – 1 | 1 – 2 | 5 – 1 | 0 – 1 | 2 – 0 | 2 – 1 | 0 – 5 |       | 1 – 0 | 3 – 2 | 1 – 2 | 1 – 3 | 0 – 3 | 0 – 0 | 3 – 2 | 1 – 0 |
| Helmond Sport      | 1 – 0 | 2 – 3 | 1 – 2 | 1 – 4 | 1 – 1 | 0 – 1 | 3 – 1 | 2 – 2 | 2 – 0 | 1 – 1 |       | 3 – 0 | 4 – 1 | 1 – 1 | 1 – 1 | 0 – 0 | 1 – 2 | 2 – 0 |
| SC Heracles '74    | 1 – 3 | 0 – 1 | 1 – 2 | 1 – 2 | 2 – 2 | 1 – 0 | 1 – 2 | 2 – 2 | 4 – 2 | 3 – 3 | 2 – 1 |       | 2 – 0 | 4 – 2 | 1 – 2 | 3 – 1 | 0 – 2 | 1 – 4 |
| RBC                | 0 – 3 | 1 – 3 | 1 – 2 | 0 – 1 | 1 – 1 | 1 – 0 | 0 – 1 | 1 – 2 | 0 – 1 | 6 – 1 | 1 – 3 | 2 – 2 |       | 1 – 1 | 2 – 2 | 0 – 2 | 2 – 0 | 0 – 0 |
| Telstar            | 1 – 2 | 1 – 0 | 4 – 1 | 0 – 0 | 1 – 0 | 2 – 1 | 0 – 2 | 3 – 1 | 2 – 1 | 0 – 1 | 1 – 2 | 3 – 2 | 1 – 1 |       | 1 – 0 | 3 – 2 | 0 – 3 | 1 – 1 |
| TOP Oss            | 2 – 1 | 0 – 2 | 3 – 2 | 1 – 3 | 5 – 1 | 7 – 2 | 4 – 3 | 0 – 1 | 2 – 1 | 2 – 0 | 1 – 2 | 2 – 1 | 4 – 0 | 1 – 0 |       | 3 – 0 | 0 – 3 | 1 – 2 |
| BV Veendam         | 4 – 3 | 1 – 1 | 3 – 0 | 1 – 0 | 1 – 1 | 2 – 4 | 3 – 3 | 1 – 0 | 1 – 0 | 3 – 1 | 2 – 2 | 3 – 3 | 3 – 3 | 1 – 1 | 1 – 2 |       | 1 – 1 | 2 – 2 |
| VVV                | 3 – 0 | 0 – 6 | 2 – 1 | 1 – 1 | 1 – 0 | 1 – 3 | 1 – 2 | 1 – 1 | 3 – 1 | 1 – 1 | 2 – 2 | 1 – 1 | 1 – 1 | 1 – 1 | 2 – 1 | 1 – 2 |       | 1 – 1 |
| FC Zwolle          | 0 – 0 | 2 – 0 | 1 – 3 | 4 – 1 | 3 – 0 | 1 – 0 | 3 – 0 | 0 – 1 | 4 – 1 | 3 – 1 | 0 – 0 | 4 – 2 | 3 – 1 | 1 – 0 | 3 – 3 | 1 – 3 | 1 – 3 |       |

## Statistieken

### Topscorers
| #   | Naam                 | Club               | Goal |
| --- | -------------------- | ------------------ | ---- |
| 1.  | Harry van der Laan   | Cambuur Leeuwarden | 29   |
| 2.  | Jerry Taihuttu       | TOP Oss            | 24   |
| 3.  | Jan Bruin            | FC Zwolle          | 18   |
|     | Michel Langerak      | AZ                 | 18   |
|     | Michel van Oostrum   | Emmen              | 18   |
| 6.  | Erik Tammer          | Go Ahead Eagles    | 17   |
| 7.  | Maurice Graef        | VVV                | 16   |
|     | Dennis Iliohan       | ADO Den Haag       | 16   |
|     | Bert Zuurman         | BV Veendam         | 16   |
| 10. | Raoul Henar          | Telstar            | 15   |
|     | Max Huiberts         | AZ                 | 15   |
|     | Robert van der Weert | AZ                 | 15   |

## Nacompetitie

### Groep A

#### Eindstand
| pos | club         | gs | w | g | v | pnt | dv | dt | ds |
| --- | ------------ | -- | - | - | - | --- | -- | -- | -- |
| 1.  | RKC Waalwijk | 6  | 4 | 2 | 0 | 14  | 15 | 5  | 10 |
| 2.  | Eindhoven    | 6  | 1 | 3 | 2 | 6   | 8  | 11 | -3 |
| 3.  | ADO Den Haag | 6  | 0 | 5 | 1 | 5   | 5  | 8  | -3 |
| 4.  | Emmen        | 6  | 0 | 4 | 2 | 4   | 11 | 15 | -4 |

#### Legenda
| Kleur | Kwalificatie voor            |
| ----- | ---------------------------- |
|       | Geplaatst voor de Eredivisie |

#### Uitslagen
|              | ADO   | EIN   | EMM   | RKC   |
| ------------ | ----- | ----- | ----- | ----- |
| ADO Den Haag |       | 0 – 0 | 2 – 2 | 0 – 3 |
| Eindhoven    | 2 – 2 |       | 2 – 2 | 0 – 1 |
| Emmen        | 1 – 1 | 1 – 4 |       | 3 – 3 |
| RKC Waalwijk | 0 – 0 | 5 – 0 | 3 – 2 |       |

### Groep B

#### Eindstand
| pos | club               | gs | w | g | v | pnt | dv | dt | ds |
| --- | ------------------ | -- | - | - | - | --- | -- | -- | -- |
| 1.  | Cambuur Leeuwarden | 6  | 4 | 2 | 0 | 14  | 15 | 8  | 7  |
| 2.  | FC Zwolle          | 6  | 2 | 2 | 2 | 8   | 8  | 9  | -1 |
| 3.  | FC Groningen       | 6  | 1 | 2 | 3 | 5   | 9  | 12 | -3 |
| 4.  | FC Den Bosch       | 6  | 1 | 2 | 3 | 5   | 7  | 10 | -3 |

#### Legenda
| Kleur | Kwalificatie voor                 |
| ----- | --------------------------------- |
|       | Promotie naar de Eredivisie       |
|       | Degradatie naar de Eerste divisie |

#### Uitslagen
|                    | CAM   | DBO   | GRO   | ZWO   |
| ------------------ | ----- | ----- | ----- | ----- |
| Cambuur Leeuwarden |       | 2 – 2 | 3 – 1 | 5 – 2 |
| FC Den Bosch       | 1 – 2 |       | 1 – 4 | 0 – 0 |
| FC Groningen       | 1 – 1 | 1 – 3 |       | 1 – 3 |
| FC Zwolle          | 1 – 2 | 1 – 0 | 1 – 1 |       |

ADO Den Haag ·
AZ ·
Cambuur Leeuwarden ·
FC Den Bosch ·
Dordrecht '90 ·
Eindhoven ·
Emmen ·
Excelsior ·
Go Ahead Eagles ·
Haarlem ·
Helmond Sport ·
Heracles '74 ·
RBC ·
Telstar ·
TOP Oss ·
BV Veendam ·
VVV ·
FC Zwolle
Eerste klasse

1955/56

Eerste divisie

1956/57 · 1957/58 · 1958/59 · 1959/60 · 1960/61 · 1961/62 · 1962/63 · 1963/64 · 1964/65 · 1965/66 · 1966/67 · 1967/68 · 1968/69 · 1969/70 · 1970/71 · 1971/72 · 1972/73 · 1973/74 · 1974/75 · 1975/76 · 1976/77 · 1977/78 · 1978/79 · 1979/80 · 1980/81 · 1981/82 · 1982/83 · 1983/84 · 1984/85 · 1985/86 · 1986/87 · 1987/88 · 1988/89 · 1989/90 · 1990/91 · 1991/92 · 1992/93 · 1993/94 · 1994/95 · 1995/96 · 1996/97 · 1997/98 · 1998/99 · 1999/00 · 2000/01 · 2001/02 · 2002/03 · 2003/04 · 2004/05 · 2005/06 · 2006/07 · 2007/08 · 2008/09 · 2009/10 · 2010/11 · 2011/12 · 2012/13 · 2013/14 · 2014/15 · 2015/16 · 2016/17 · 2017/18 · 2018/19 · 2019/20 · 2020/21 · 2021/22 · 2022/23 · 2023/24 · 2024/25

Eredivisie · Eerste divisie · Johan Cruijff Schaal · KNVB Beker · Play-offs